# Epsilon Muscae
Désignations
Epsilon Muscae (ε Muscae / ε Mus) est une étoile de la constellation australe de la Mouche, distante d'environ ∼ 300 a.l. (∼ 92 pc) de la Terre. Il s'agit d'une géante rouge et c'est une étoile variable semi-régulière dont la magnitude apparente varie autour de la quatrième magnitude.

## Environnement stellaire
Dans la nouvelle réduction des données du satellite Hipparcos, ε Muscae présente une parallaxe annuelle de 10,82 ± 0,17 mas, ce qui signifie qu'elle est distante de 301 ± 5 a.l. (∼ 92,3 pc) de la Terre. Elle s'en éloigne à une vitesse radiale de +7 km/s.
Elle est située à une distance similaire au groupe Bas-Centaure Croix du Sud de l'association Scorpion-Centaure, mais ε Muscae n'en est pas membre ; elle se déplace bien plus rapidement que les étoiles de l'association, à une vitesse d'environ 100 km/s. Elle ne possède pas de compagnon stellaire connu.

## Variabilité
ε Muscae est une étoile variable semi-régulière dont la luminosité varie autour de sa magnitude apparente moyenne de 4,06. Le General Catalogue of Variable Stars donne une variation comprise entre la magnitude 3,99 et la magnitude 4,31. Huit périodes de variation lui ont été identifiées, dont les durées sont comprises de un mois à quasiment la moitié d'une année.

## Propriétés
ε Muscae est une étoile géante rouge de type spectral M5III environ deux fois plus massive que le Soleil. Il s'agit d'une étoile qui a évolué hors de la séquence principale, qui est déjà passée par le stade de la branche des géantes rouges, et qui est désormais sur la branche asymptotique des géantes. Cela signifie qu'elle fusionne l'hélium et l'hydrogène au sein de coquilles concentriques autour d'un cœur inerte composé de carbone et d'oxygène. Elle s'est étendue jusqu'à être désormais environ 116 fois plus grande que le Soleil et elle est plus de 1 700 fois plus lumineuse que le Soleil. Sa température de surface est de 3 470 K.